# Tess Dumon
Pour les articles homonymes, voir Dumon.
Tess Dumon, née le 3 décembre 1990 à Paris, est une artiste plasticienne française.

## Biographie
Tess Dumon grandit à Paris jusqu'à ses 11 ans, avant de déménager à Genève, en Suisse. Son enfance, et, par la suite, son travail artistique, seront considérablement marqués par une vie familiale atypique, liée à la maladie de son grand-frère, Louis, sévèrement autiste et épileptique. Hypersensible, elle décide de se tourner vers l'art à l'adolescence, pour communiquer ses émotions,.
En 2010, elle est admise dans la section beaux-arts du prestigieux Central Saint Martins College of arts and Design à Londres, et en sortira diplômée avec les honneurs en 2014. Durant ses années de bachelor, Tess Dumon commence un travail de sculptures monumentales en métal déployé et aluminium, qui aboutira à sa première grande installation, « Stabat Mater (Lorasifar, Depakin, Tegretol & Circadin) », quatre chevaux métalliques, grandeur nature, suspendus dans la nef du Central Saint Martins College of Arts and Design. Cette œuvre recevra le premier prix du Born.com Award, et le cheval, devenu un symbole fort de la mythologie de l'artiste, contribuera à faire parler de sujets tels que l'équithérapie, l'autisme, et les relations hommes animaux.
A 24 ans, Tess Dumon poursuit son cursus par un Master en Design au sein du Royal College of Arts de Londres. Là, elle s'initie à une approche plus digitale de l'art, tout en continuant son travail de dessin et de sculpture, fondements de son travail. En 2015, à l'occasion du King Georges week-end, elle est invitée à créer une sculpture pour Ascot, les courses de chevaux de la Reine d'Angleterre, qui est exposée de façon permanente là-bas,. En 2016, elle crée sa deuxième grande installation, « Take Shelter », une œuvre immersive et engagée, dénonçant les travers de la société de consommation et la perte des limites entre sphère privée et publique,,. Cette œuvre, largement relayée par les médias, sera ensuite présentée lors de la Biennale Internationale du Design de Saint-Etienne, en 2017.
À la suite de ses études, elle décide de s'installer à Paris pour poursuivre son travail artistique. Fin 2017, elle expose « Système Hédonique (Dopamine) », lors de la Biennale de Paname, édition I, à l'Espace Commines. Sa pieuvre de 6 mètres de haut, suspendue dans les airs, et endossant le rôle de métaphore pour parler de l'addiction, la fait repérer par la Galerie Dumonteil, présente à Paris et Shanghai,. 
En avril 2018, Tess Dumon prend part à l'exposition de groupe du collectif UNDRGLOB, à Paris. En décembre 2018, a lieu sa première exposition personnelle, « En Plein Cœur », à la Galerie Dumonteil à Paris. L'artiste y aborde des sujets chers à son univers, la passion et la violence qui en découle, la mythologie grecque, et plus précisément les amours déçues d'Apollon et de sa sœur, Artémis, à travers ses médiums de prédilection, dessin et sculpture. 
En 2019, elle participe à plusieurs évènements majeurs : la PAD Londres et le PAD Paris, rendez-vous incontournables du monde de l'Art et du Design. En juin, elle est invitée à exposer l’œuvre « Jument et Poulain », lors des Longines Masters, qui ont lieu sous la Tour Eiffel, à Paris. En octobre, à l'occasion du Prix de l'Arc de Triomphe, elle crée un cheval grandeur nature, « Pegasus », pour le hall du Royal Monceau, à Paris,. En décembre, elle rejoint la résidence artistique de la Galerie Dumonteil, à Shanghai, pour deux mois. À l'issue de ce séjour, elle présente sa deuxième exposition personnelle intitulée « A Thing of Beauty Is A Joy Forever », d'après un poème de John Keats. Elle y enquête de nouveaux thèmes, inspirée par le folklore et les croyances chinoises. Cette exposition est aussi l'occasion de dévoiler des œuvres inédites, notamment les premières peintures de l'artiste, ainsi que sa première sculpture monumentale de femme, « Bliss », qui explore davantage la part de féminité et la place du corps humain dans son travail,,,. Simultanément, ses œuvres sont exposées au West Bund Art and Design, et à Art 021,,. 
En janvier 2020, elle fait partie de l'exposition collective « Paris, As A Destination », à la Galerie Dumonteil, à Shanghai.
En décembre 2020, elle exposera seule à Paris, pour la troisième fois.